# 洛雷奥

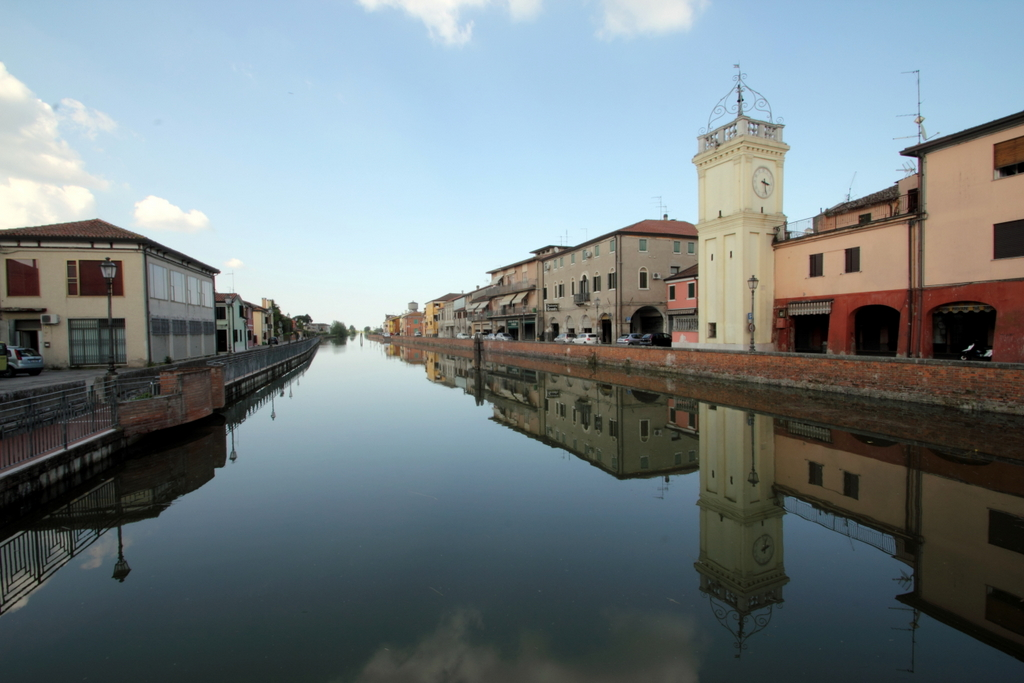
洛雷奥

洛雷奥是意大利威尼托大区罗维戈省的一个镇，人口约3800人（2004年）。